# Malunta
Malunta (również: Malunt, Maluntu, Occra Hills, Ocra Hill) – wzgórze o wysokości około 61 m n.p.m. położone w dystrykcie Port Loko, w Prowincji Północnej Sierra Leone w Afryce.
Na terenie wzgórza znajduje się obszar chroniony o powierzchni 2,48 km². Rezerwat ten zaliczony jest do III kategorii IUCN.
10 września 2000 roku miejsce to stało się teatrem działań armii brytyjskiej podczas Operacji Barras, której celem było uwolnienie zakładników uprowadzonych przez siły rebeliantów West Side Boys w czasie pokojowej Operacji Palliser.